# Fehérlő vánkosmoha
A fehérlő vánkosmoha (Leucobryum glaucum) nedves talajú erdőkben, lápokon honos, párnaszerű telepeket képző mohafaj.

## Megjelenése
A fehérlő vánkosmoha nagy, kerek, párnaszerűen domborodó telepeket alkot, amelyek magassága a 10 (ritkán 20) cm-t is elérheti. Szélességük többnyire 10–20 cm, ritkán az egyméteres szőnyeget is megközelíti. Színe élénkzöld, de ha kiszárad kékes-, szürkés- vagy akár fehéreszöld lesz. A telepek igen kiterjedtek, egybeolvadva szinte gyepszerűek lehetnek. A mohanövénykéket alkotó levelek 6–9 mm hosszúak, egyenesek, keskenyek, lándzsásak. A levelek szinte teljes egészét elfoglalja a széles középső ér. Elsősorban vegetatívan szaporodik, spóratokokat csak ritkán fejleszt. Spóratokja hajlott, tövénél megvastagodott.

## Elterjedése
Európában gyakori faj. Ázsiában, Észak- és Közép-Amerikában is megtalálható. 

## Termőhelye
Nedves aljzatú lombos- vagy fenyőerdőkben, láperdőkben, mocsaras ligetekben él, ahol a talaj savanyú vagy semleges kémhatású. Mészkerülő. Kedveli a humuszban gazdag talajt és erősen elkorhadt kidőlt fatörzseken is megtelepszik.
Magyarországon védett, természetvédelmi értéke 5000 Ft.

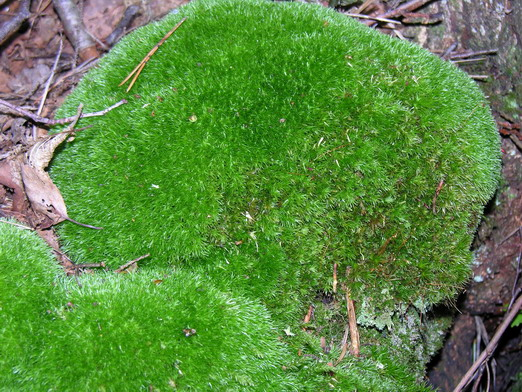
Vánkosmoha telepe
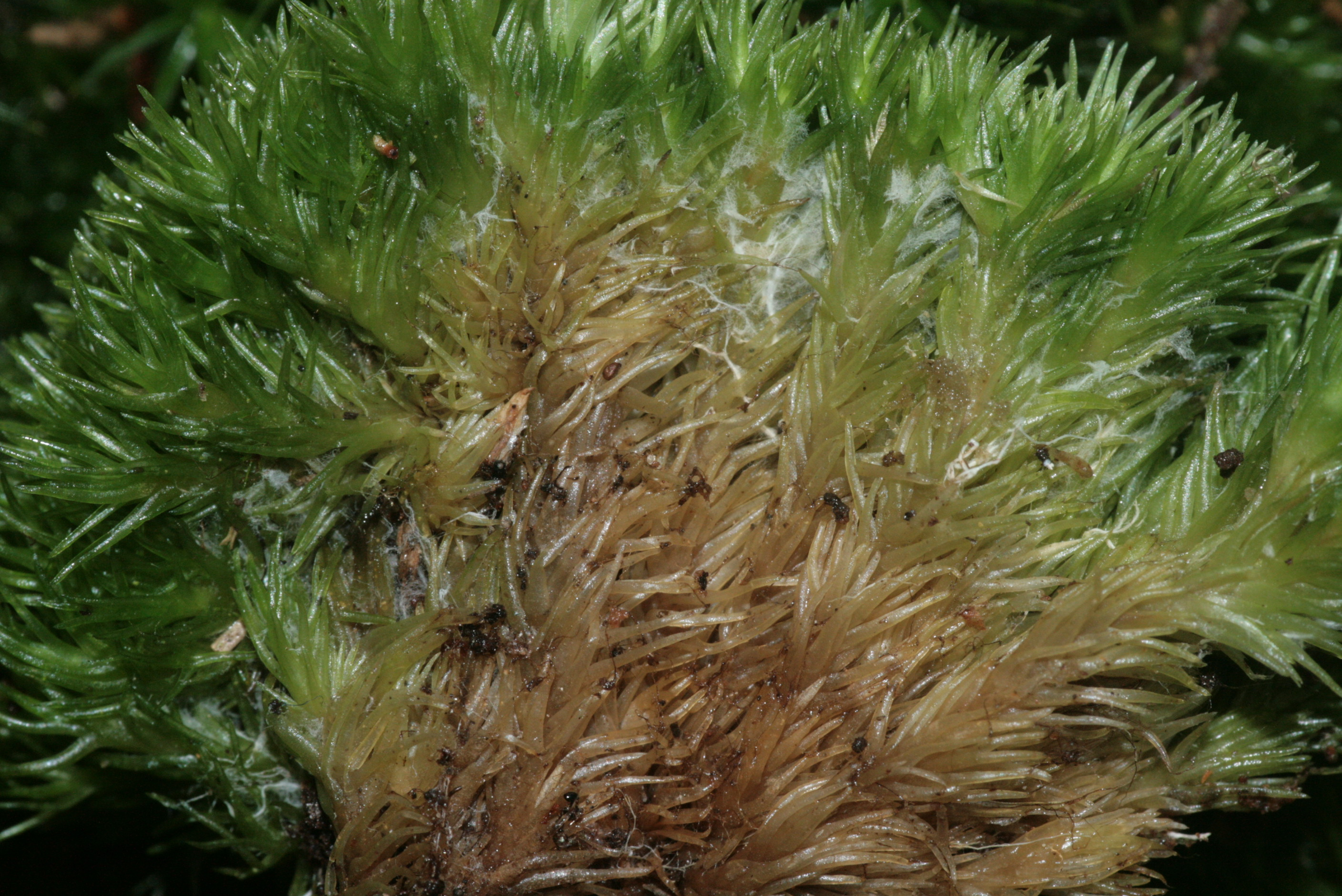
Félbevágva
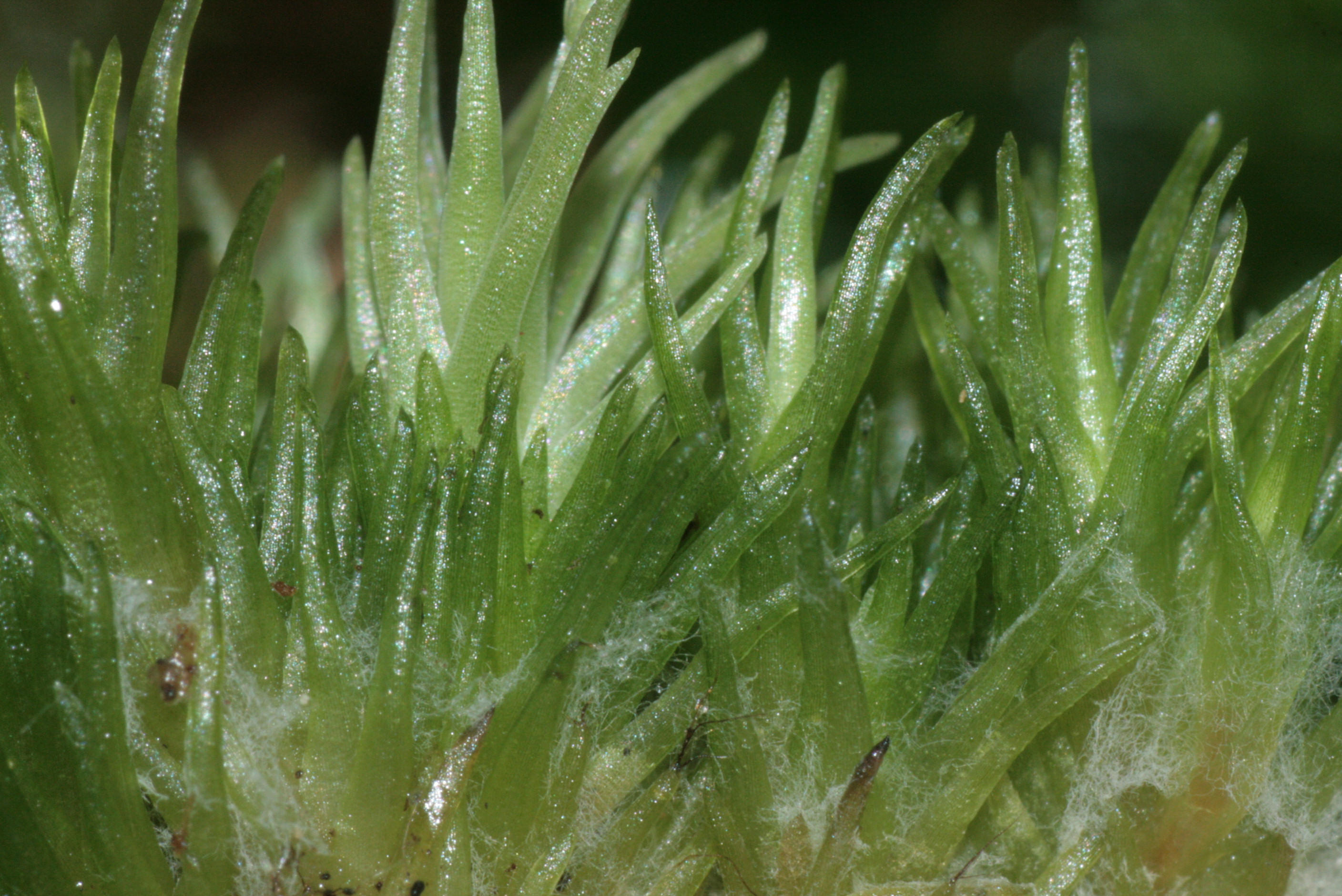
A növények közelről
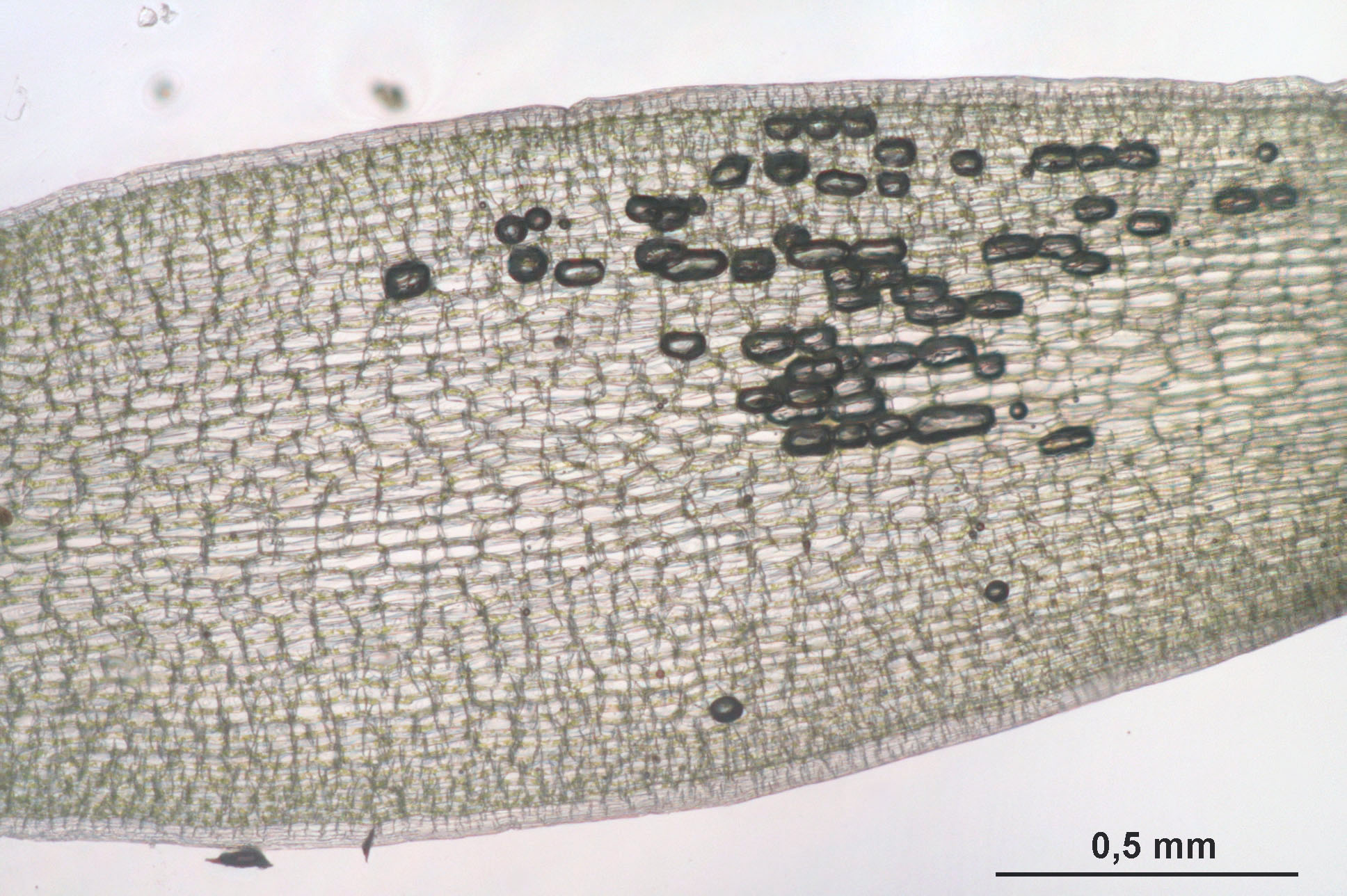
Levele mikroszkóp alatt